# Bockel (Gyhum)
Bockel är en ort i kommunen Gyhum i Landkreis Rotenburg, Tyskland. Motorvägen A1 och förbundsvägen B71 passerar förbi orten. 